# Tetragnatha llavaca
Tetragnatha llavaca este o specie de păianjeni din genul Tetragnatha, familia Tetragnathidae, descrisă de Alberto Barrion și Litsinger, 1995.
Este endemică în Filipine. Conform Catalogue of Life specia Tetragnatha llavaca nu are subspecii cunoscute.